# Premnitz
Premnitz è una città di 8 307 abitanti del Brandeburgo, in Germania.
Appartiene al circondario della Havelland.

## Storia
Nel 2003 venne aggregato alla città di Premnitz il comune di Döberitz.

## Società

### Evoluzione demografica
- Sviluppo della popolazione dal 1875 entro gli attuali confini (Linea Blu: Popolazione; Linea puntata: Confronto dello sviluppo della popolazione dello stato del Brandenburgo; Sfondo grigio: Ai tempi del governo nazista; Sfondo rosso: Al tempo del governo comunista)
- Sviluppo recente della popolazione (Linea blu) e previsioni

| Anno | Abitanti |
| ---- | -------- |
| 1875 | 1 353    |
| 1890 | 1 651    |
| 1910 | 1 700    |
| 1925 | 3 520    |
| 1933 | 3 861    |
| 1939 | 5 923    |
| 1946 | 8 575    |
| 1950 | 8 387    |
| 1964 | 12 126   |
| 1971 | 13 724   |
| 1981 | 13 447   |

| Anno | Abitanti |
| ---- | -------- |
| 1985 | 13 358   |
| 1989 | 13 112   |
| 1990 | 12 832   |
| 1991 | 12 347   |
| 1992 | 12 272   |
| 1993 | 12 095   |
| 1994 | 12 020   |
| 1995 | 11 945   |
| 1996 | 11 698   |
| 1997 | 11 464   |

| Anno | Abitanti |
| ---- | -------- |
| 1998 | 11 376   |
| 1999 | 11 244   |
| 2000 | 11 018   |
| 2001 | 10 828   |
| 2002 | 10 486   |
| 2003 | 10 295   |
| 2004 | 10 078   |
| 2005 | 9 850    |
| 2006 | 9 655    |
| 2007 | 9 490    |

| Anno | Abitanti |
| ---- | -------- |
| 2008 | 9 249    |
| 2009 | 9 095    |
| 2010 | 8 893    |
| 2011 | 8 552    |
| 2012 | 8 474    |
| 2013 | 8 414    |
| 2014 | 8 430    |
| 2015 | 8 422    |
| 2016 | 8 423    |
| 2017 | 8 375    |

| Anno | Abitanti |
| ---- | -------- |
| 2018 | 8 453    |
| 2019 | 8 405    |
| 2020 | 8 368    |

Fonti dei dati sono nel dettaglio nelle Wikimedia Commons..

## Geografia antropica
Alla città di Premnitz appartengono le frazioni (Ortsteil) di Döberitz e Mögelin.

## Amministrazione

### Gemellaggi
Premnitz è gemellata con:
- Le Petit-Quevilly, dal 1967
- Niederkassel, dal 1990